# Lauren Zizes
Lauren Zizes is een personage van de Amerikaanse televisieserie Glee. Ze wordt gespeeld door Ashley Fink. Het personage maakte haar debuut in de aflevering Wheels, die uitgezonden werd op 11 november 2009.
Zizes is een van de leden van de Glee Club. Ze had een relatie met Noah Puckerman (Mark Salling) in de serie. Ze heeft ook een keer een gevecht gehad met Santana Lopez (Naya Rivera) om Noah Puckerman. Lauren is ook de voorzitter van de schoolkrant en is lid van het worstelteam. Ze werd lid van de Glee Club in het tweede seizoen van de televisieserie.
Na de uitbreiding van haar personage ontving Fink veel positieve commentaren. Rosie O'Donnell bekritiseerde haar vanwege haar uiterlijk maar nam dit later terug. Lauren maakte haar zingdebuut in de aflevering Comeback waar ze I Know What Boys Like van The Waitresses zong.